# إسبلكنونيات
السبلكنونيات (الاسم العلمي: Splachnales) هي رتبة من النباتات تتبع الطبقة البريوايات من طائفة الحزازيات الحقيقية.

## التصنيف
- الإسبلكنونية
  - الإسبلكنون